# Cromañón
Cromañón es una serie de televisión por internet basada en hechos reales de drama juvenil argentina original de Prime Video. La historia se centra en un grupo de amigos afectados por los sucesos ocurridos durante la masacre de Cromañón en 2004. Está protagonizada por Olivia Nuss, Toto Rovito, José Giménez Zapiola, Luis Machín, Soledad Villamil, Antonia Bengoechea, Lautaro Rodríguez, Nicole Mottchouk y Eloy Rossen. La serie se estrenó el 8 de noviembre de 2024.

## Sinopsis
La serie se centra en un grupo de amigos que, en la noche del 30 de diciembre de 2004, asisten a un recital de la banda de rock Callejeros para divertirse. Sin embargo, su salida termina por convertirse en una noche traumática cuando se produce un incendio fatal en el lugar y provoca la muerte de 194 personas, que posteriormente fue catalogado por los medios de comunicación como la Tragedia de Cromañón.

## Elenco

### Principal
- Olivia Nuss como Malena Guzmán
- Toto Rovito como Nicolás
- José Giménez Zapiola como Lucas Binder
- Luis Machín como Carlos Binder
- Soledad Villamil como Betty Guzmán
- Antonia Bengoechea como Tamara Binder
- Lautaro Rodríguez como «Cheti» Marcheti
- Nicole Mottchouk como Lucila
- Eloy Rossen como Martín «Bichito» Caruso

### Secundario
- Alan Madanes como Tuca
- Valentín Wein como Víctor Rizzolo
- Olivia Molinaro Eijo como Anita Marcheti
- Carolina Kopelioff como Julia
- Kevsho como Javier Filgueira
- Manuela Olivera Perez como Mani
- Paola Barrientos como Adriana
- Muriel Santa Ana como Silvia Binder

### Participaciones
- Esteban Lamothe como Ricardo
- Gastón Soffritti como el Alemán
- Dani La Chepi como Susana
- Javier Drolas como Juan Carlos
- Roberto Suárez como Omar Chabán
- Manolo Farachio como Pato Fontanet

## Episodios
| N.º | Título   | Dirigido por      | Escrito por                                        | Fecha de lanzamiento original |
| --- | -------- | ----------------- | -------------------------------------------------- | ----------------------------- |
| 1   | «Uno»    | Marialy Rivas     | Josefina Licitra, Pablo Plotkin y Martín Vatenberg | 8 de noviembre de 2024        |
| 2   | «Dos»    | Marialy Rivas     | Josefina Licitra, Pablo Plotkin y Martín Vatenberg | 8 de noviembre de 2024        |
| 3   | «Tres»   | Fabiana Tiscornia | Josefina Licitra, Pablo Plotkin y Martín Vatenberg | 8 de noviembre de 2024        |
| 4   | «Cuatro» | Fabiana Tiscornia | Josefina Licitra, Pablo Plotkin y Martín Vatenberg | 8 de noviembre de 2024        |
| 5   | «Cinco»  | Marialy Rivas     | Josefina Licitra, Pablo Plotkin y Martín Vatenberg | 8 de noviembre de 2024        |
| 6   | «Seis»   | Fabiana Tiscornia | Josefina Licitra, Pablo Plotkin y Martín Vatenberg | 8 de noviembre de 2024        |
| 7   | «Siete»  | Fabiana Tiscornia | Josefina Licitra, Pablo Plotkin y Martín Vatenberg | 8 de noviembre de 2024        |
| 8   | «Ocho»   | Marialy Rivas     | Josefina Licitra, Pablo Plotkin y Martín Vatenberg | 8 de noviembre de 2024        |

## Producción
El 23 de julio de 2020, la revista Deadline Hollywood informó que la productora About Entertainment de Armando Bó y Amazon MGM Studios habían comenzado los planes para desarrollar una nueva serie sobre la tragedia de Cromañón que sería distribuida por la plataforma de video bajo demanda Prime Video, para la cual ya habían producido la serie chilena El presidente (2020-2022). Asimismo, se reveló que se trataría de una serie coming-of-age centrada en un grupo de adolescentes afectados por la trágica noche que se llevó la vida 194 jóvenes.
En septiembre del 2022, se anunció que Fabiana Tiscornia había sido elegida para dirigir los episodios de la serie y su rodaje se llevó a cabo en el mes de octubre de ese mismo año en Montevideo, Uruguay durante dos meses; y luego la producción fue trasladada para su finalización en Buenos Aires, donde las filmaciones duraron dos semanas. En relación con el casting, los primeros nombres develados fueron Toto Rovito, nieto de la actriz Bárbara Mujica y el actor Lautaro Rodríguez.
En octubre del 2023, Bó expresó en una entrevista que la serie estaba en proceso de finalización. El 19 de diciembre de ese año, Prime Video difundió las primeras imágenes de la serie, confirmando el elenco completo y que su lanzamiento sería en 2024.

## Premios y nominaciones
| Lista de premios y nominaciones | Lista de premios y nominaciones | Lista de premios y nominaciones                                           | Lista de premios y nominaciones                                | Lista de premios y nominaciones | Lista de premios y nominaciones |
| Año                             | Organización                    | Categoría                                                                 | Nominado/a(s)                                                  | Resultado                       | Ref(s)                          |
| ------------------------------- | ------------------------------- | ------------------------------------------------------------------------- | -------------------------------------------------------------- | ------------------------------- | ------------------------------- |
| 2024                            | Premios Cóndor de Plata         | Mejor miniserie                                                           | Cromañón                                                       | Ganador                         | [ 15 ]                          |
| 2024                            | Premios Cóndor de Plata         | Mejor actriz protagonista                                                 | Olivia Nuss                                                    | Nominada                        | [ 15 ]                          |
| 2024                            | Premios Cóndor de Plata         | Mejor actor protagonista                                                  | Toto Rovito                                                    | Nominado                        | [ 15 ]                          |
| 2024                            | Premios Cóndor de Plata         | Mejor actriz de reparto                                                   | Soledad Villamil                                               | Nominada                        | [ 15 ]                          |
| 2024                            | Premios Cóndor de Plata         | Mejor actor de reparto                                                    | Luis Machín                                                    | Ganador                         | [ 15 ]                          |
| 2024                            | Premios Cóndor de Plata         | Revelación femenina                                                       | Olivia Molinaro Eijo                                           | Nominada                        | [ 15 ]                          |
| 2024                            | Premios Cóndor de Plata         | Revelación femenina                                                       | Olivia Nuss                                                    | Nominada                        | [ 15 ]                          |
| 2024                            | Premios Cóndor de Plata         | Revelación masculina                                                      | Alan Madanes                                                   | Ganador                         | [ 15 ]                          |
| 2024                            | Premios Cóndor de Plata         | Revelación masculina                                                      | Eloy Rossen                                                    | Ganador                         | [ 15 ]                          |
| 2024                            | Premios Cóndor de Plata         | Revelación masculina                                                      | Kevsho                                                         | Nominado                        | [ 15 ]                          |
| 2024                            | Premios Cóndor de Plata         | Revelación masculina                                                      | Valentín Wein                                                  | Nominado                        | [ 15 ]                          |
| 2024                            | Premios Cóndor de Plata         | Mejor guion original                                                      | Josefina Licitra, Martín Vatenberg y Pablo Plotkin             | Nominados                       | [ 15 ]                          |
| 2024                            | Premios Cóndor de Plata         | Mejor dirección de fotografía                                             | Federico Cantini y Sebastián Cantillo                          | Ganadores                       | [ 15 ]                          |
| 2024                            | Premios Cóndor de Plata         | Mejor montaje                                                             | Andrea Kleinman, César Custodio, Inti Nieto y Santiago Parysow | Ganadores                       | [ 15 ]                          |
| 2024                            | Premios Cóndor de Plata         | Mejor diseño de vestuario                                                 | Carolina Duré                                                  | Nominada                        | [ 15 ]                          |
| 2024                            | Premios Cóndor de Plata         | Mejor música original                                                     | Gabriel Pedernera, Hernán Segret y Evlay                       | Ganadores                       | [ 15 ]                          |
| 2024                            | Premios Cóndor de Plata         | Mejor dirección de casting                                                | Gustavo Chantada y Tati Rojas                                  | Nominados                       | [ 15 ]                          |
| 2024                            | Premios Cóndor de Plata         | Mejor maquillaje y peluquería                                             | Luciana Díaz                                                   | Nominada                        | [ 15 ]                          |
| 2024                            | Premios Cóndor de Plata         | Mejor diseño de sonido                                                    | Leandro de Loredo                                              | Ganador                         | [ 15 ]                          |
| 2024                            | Premios Cóndor de Plata         | Mejor dirección                                                           | Fabiana Tiscornia y Marialy Rivas                              | Nominadas                       | [ 15 ]                          |
| 2024                            | Premios Cóndor de Plata         | Mejor canción original                                                    | «Lo que perdí»                                                 | Nominado                        | [ 15 ]                          |
| 2024                            | Premios Cóndor de Plata         | Mejor canción original                                                    | «Respirar»                                                     | Nominado                        | [ 15 ]                          |
| 2025                            | Premios Carlos Gardel           | Mejor álbum banda de sonido de cine / televisión / producción audiovisual | Cromañón                                                       | Nominado                        | [ 16 ]                          |
| 2025                            | Premios Sur                     | Mejor serie                                                               | Cromañón                                                       | Nominado                        | [ 17 ]                          |